# Пекановый пирог
Пекановый пирог — пирог, содержащий сладкую начинку из кукурузного сиропа или патоки с орехами пекан. Популярная еда в США на такие праздники, как День благодарения и Рождество. Вероятно, пирог впервые начали готовить французские колонисты в Новом Орлеане, когда они узнали про орех от индейцев.

## История
Орехи пекан, вероятно, издавна использовались коренными американцами на протяжении веков, но рецепт десерта не публиковался вплоть до конца XIX века. В 1870-х годах в кулинарных книгах Техаса появилось множество рецептов, содержащих в основе или в качестве добавки орехи пекана. Нельзя с достоверной точностью утверждать, что рецепт пеканового пирога принадлежит конкретному человеку. Существует мнение, что он принадлежит французам, поселившимся в Новом Орлеане, но доказательств в поддержку этой версии нет. Впервые рецепт пирога был опубликован в 1898 году в церковной благотворительной кулинарной книге Сент-Луиса, его прислала женщина из Техаса.
Пироги с орехом были больше популярны в южных штатах, так как именно там растёт пекан. Позже одна из кулинарных компаний популяризировала рецепт десерта. В середине 1920-х годов пищевые компании часто создавали и рекламировали рецепты, чтобы побудить потребителей покупать и использовать их продукты. Одной из них была компания «Каро» (англ. Karo), производящая кукурузный сироп. Они печатали рецепт орехового пирога на банках с сиропом, что помогло блюду распространиться по всему Югу (где были и кукурузный сироп, и орехи), а затем и по всей стране. Постепенно, поскольку рецепт был простым, многие американцы начали печь и ставить ореховый пирог на свои праздничные столы.
В настоящее время пекановый пирог стал одной из визитных карточек традиционной американской кухни. 12 июля отмечается «Национальный день пеканового пирога» (англ. National Pecan Pie Day). В 2013 году Палата представителей Техаса приняла резолюцию о том, чтобы ореховый пирог стал официальным десертом штата Техас. Ореховый пекановый пирог стал традиционным блюдом, подаваемым на День благодарения, наряду с тыквенным или яблочным пирогами.

## Ингредиенты и варианты

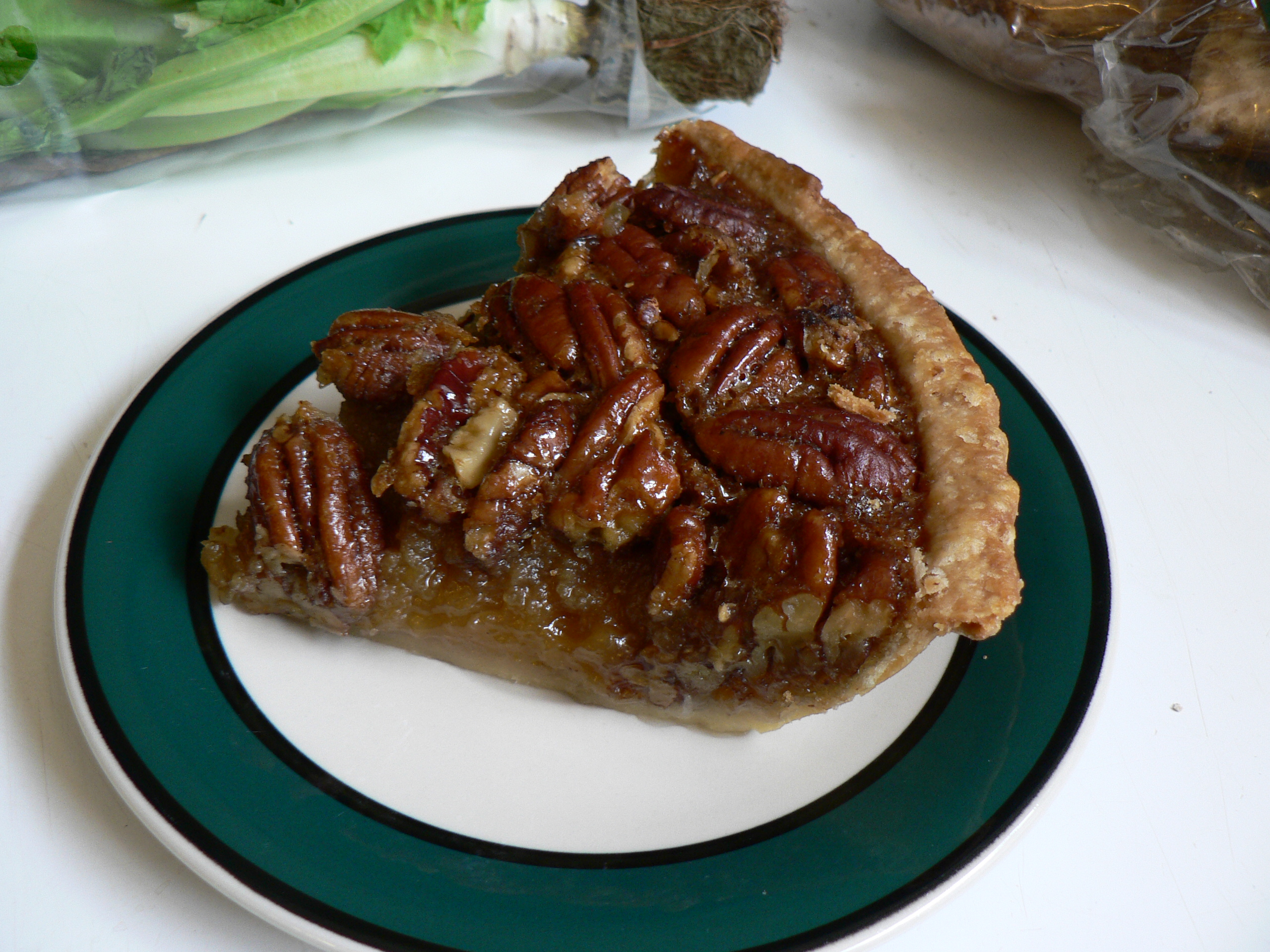
Кусочек пеканового пирога

Ореховый пирог почти всегда выпекают на заранее испечённой форме для пирога. В неё наливается сладкая смесь из свежих орехов пекан, яиц, сахара, кукурузного сиропа и масла. Как и в случае с любым классическим рецептом блюда, существует множество вариаций. Популярные дополнения к традиционному ореховому пирогу — бурбон, виски, тёртый кокос и шоколад. Патока или коричневый сахар иногда служат заменой кукурузному сиропу. Рецепты орехового пирога начала XX века иногда содержали такие продукты, как молоко и изюм, но как только рецепт сиропа Каро распространился по стране, ингредиенты несколько изменились (за исключением индивидуальных предпочтений). Большинство рецептов орехового пирога по-прежнему рекомендуют тёмный кукурузный сироп Каро, другие предлагают использовать патоку (или чёрную патоку), кленовый сироп или мёд.
Обычно в пекановый пирог добавляют в качестве вкусовых добавок соль и ваниль, иногда также шоколад и виски. Пирог часто подаётся со взбитыми сливками.